# Østlig turteldue
Østlig turteldue (latin: Streptopelia orientalis) er en dueart, der lever i Asien.